# Solieria pallida
Solieria pallida är en tvåvingeart som först beskrevs av Daniel William Coquillett 1897.  Solieria pallida ingår i släktet Solieria och familjen parasitflugor. Inga underarter finns listade i Catalogue of Life.